# 2011-es Poli-Farbe Budapest Grand Prix
A 2011-es Poli-Farbe Budapest Grand Prix női tenisztornát Budapesten rendezték meg 2011. július 4. és 10. között. A verseny International kategóriájú, összdíjazása 220 000 dollár volt. A mérkőzéseket a Római Teniszakadémia salakos pályáin játszották, 2011-ben tizenhetedik alkalommal.

## Döntők

### Egyéni
Roberta Vinci –  Irina-Camelia Begu 6–4, 1–6, 6–4

### Páros
Anabel Medina Garrigues /  Alicja Rosolska –  Natalie Grandin /  Vladimíra Uhlířová 6–2, 6–2

## Világranglistapontok
| Eredmény           | Egyéni | Páros |
| ------------------ | ------ | ----- |
| Győzelem           | 280    | 280   |
| Döntő              | 200    | 200   |
| Elődöntő           | 130    | 130   |
| Negyeddöntő        | 70     | 70    |
| 16 között          | 30     | 1     |
| 32 között          | 1      | –     |
| Főtáblára jutás    | 16     | –     |
| Selejtező (döntő)  | 10     | –     |
| Selejtező (2. kör) | 6      | –     |
| Selejtező (1. kör) | 1      | –     |

## Pénzdíjazás
A torna összdíjazása a többi International versenyhez hasonlóan 220 000 amerikai dollár volt. Az egyéni bajnok 37 000 dollárt, a győztes páros együttesen 11 000 dollárt kapott.
| Eredmény           | Egyéni   | Páros    |
| ------------------ | -------- | -------- |
| Győzelem           | 37 000 $ | 11 000 $ |
| Döntő              | 19 000 $ | 5750 $   |
| Elődöntő           | 10 200 $ | 3100 $   |
| Negyeddöntő        | 5340 $   | 1650 $   |
| 16 között          | 2950 $   | 860 $    |
| 32 között          | 1725 $   | –        |
| Selejtező (döntő)  | 860 $    | –        |
| Selejtező (2. kör) | 460 $    | –        |
| Selejtező (1. kör) | 265 $    | –        |